# School Reunion
"School Reunion" (KBS 방영 제목: 〈천재들의 학교〉)는 영국의 공상과학 텔레비전 드라마 《닥터 후》 뉴 시즌 2의 세번째 에피소드이다. 2006년 4월 29일 영국에서 처음 방영되었다. 에피소드의 무대는 "The Christmas Invasion"의 사건이 벌어진 지 시간이 조금 흐른 뒤의 지구로 잡았다. 해당 에피소드의 타디소드에서 미키 스미스는 닥터와 로즈 타일러에게 한 초등학교에서 UFO 목격담 같은 수상한 일들이 벌어지고 있다고 연락한다. 학교로 찾아간 닥터와 로즈, 미키는 닥터의 옛 동행자였던 사라 제인 스미스와 그녀에게 선물해줬던 로봇 개 K9 마크 3를 만난다. 알고보니 사라 제인도 학교의 수상한 낌새를 알아채고 조사하러 온 것이었다. 셋은 사건의 배후가 크릴리테인이라는 이름의 외계 종족임을 밝혀내고, 이들이 우주를 차지하려는 음모를 막게 된다.
닥터 후의 새 시즌에서도 옛 동행자 (특히 사라 제인과 K9)가 다시 출연했으면 한다는 제안은 지난 2003년에 BBC 측에 처음 제기되었다. 이 에피소드가 제작 완료된 뒤, 사라 제인 역의 엘리자베스 슬레이든은 BBC로부터 스핀오프 드라마 <사라 제인 어드벤처>의 주인공으로 발탁되었다. 여기서는 K9도 조연으로 등장하게 되었다. 에피소드는 긍정적인 평을 받았으며 AI 조사는 85% (완벽)에 달했다.

## 줄거리
데프리 베일 학교의 핀치 교장은 학생들의 학습능력을 향상시키기 위해 학교를 조금씩 바꿔나가고 있었다. 그 중에서도 특히, '특별 감자튀김'을 무료 급식으로 학생들에게 제공하고 있었다. 닥터는 '존 스미스'란 가명을 쓰고 학교에 과학선생으로 잠입하고, 로즈 타일러 역시 학교 급식실에서 일하게 된다. 닥터는 학생들이 너무 착하고 올바른 데 이상해하고, 특히 자신의 물리학 수업에서 만난 한 아이가 보통의 지능을 뛰어넘는 모습을 보여준 것에 흥미를 느낀다. 닥터와 로즈는 학교에서 벌어지는 미스터리한 일들이 학교 급식으로 나오는 감자튀김과 연관있다고 짐작한다. 로즈는 급식실 직원들이 감자튀김 기름을 다룰 때 꼭 방호복을 쓰는 등 나쁜 영향을 끼치고 있다는 점을 알아챈다. 그사이 닥터는 감자튀김 자체가 아이들을 더욱 영리하게 만들고 있다는 점에 주목한다.
핀치 교장의 성공이 언론의 관심을 끌면서 탐사보도 기자로 일하던 사라 제인 스미스도 학교를 찾아 이것저것 조사하게 된다. 닥터는 우연히 사라 제인과 처음 인사를 나누면서 모른 척 한다 (다만 다시 만났다는 것에 기쁨을 감추지는 못한다). 이후 사라 제인이 밤중에 학교를 조사하다가 타디스를 발견하고 다시 닥터를 마주치자, 닥터는 자신이 닥터가 맞다고 말해준다. 사라 제인은 이어 로즈와 미키를 만나고, 두 여자 사이에 묘한 갈등이 이어진다. 네 일행은 학교를 조사하다가 교장실에서 박쥐 같이 생긴 괴물들이 잠들고 있는 모습을 마주치게 된다. 그런 뒤 사라 제인은 일행과 함께 자신의 자동차로 데려가고 그동안 숨겨왔던 낡고 고장난 K9 마크 3를 보여준다. 닥터가 K9을 고쳐 재가동하고 감자튀김 기름의 성분 분석을 부탁하는데, K9이 내놓은 답은 크릴리테인 종족이었다. 한편 닥터에게 옛 동행자가 있는지도 몰랐던 로즈는 우리 사이를 잘못 생각했다며 닥터에게 따진다. 그러자 닥터는 로즈에게 너는 나와 남은 여생을 보낼 수 있을진 몰라도, 나는 너와 남은 여생을 보내지 못한다며 항상 홀로 남을 수밖에 없다고 슬피 말한다.
다음날, 닥터 일행은 더 많은 조사를 위해 학교로 돌아간다. 그 과정에서 닥터는 핀치 교장과 대적하는데, 핀치 교장은 자신과 다른 교사들이 크릴리테인 (자신이 정복한 종족의 쓸만한 부분들을 흡수하는 종족)이라고 확실히 밝힌다. 핀치 교장은 닥터를 회유하러 들지만 닥터는 무시한다. 한편 첫만남 때보다 서로 가까워진 사이가 된 사라 제인과 로즈는 학교 컴퓨터의 프로그램 보안을 뚫고, 미키와 K9은 감시를 위해 차 안에 남는다. 닥터가 도와준 끝에 사라 제인과 로즈는 크릴리테인들이 학생들의 향상된 지능으로 학교 컴퓨터를 돌려서, 만물의 이론인 '스카시스 패러다임'을 풀어 우주의 시공간을 지배하고자 한다는 것을 깨닫게 된다. 패러다임이 거의 풀려나가자 크릴리테인은 학교를 봉쇄한다. 핀치 교장은 닥터와 두번째로 대적하면서 이 능력이면 타임 로드를 살릴 수 있고 인간은 수명의 한계를 벗어날 수 있다며 유혹한다. 머뭇거리는 닥터에게 사라 제인이 그러지 말라고 조언하자 거절하고, 닥터 일행은 핀치 교장의 공격을 피해 달아난다. 감자튀김을 먹지 않은 학교 학생인 케니가 미키에게 가서 학생들이 곤경에 처해 있다고 알리자, 미키는 사라 제인의 자동차로 학교 정문을 들이받고 컴퓨터를 다운시켜 아이들이 대피할 수 있도록 한다. 닥터는 크릴리테인을 주방으로 몰아가고, 크릴리테인들이 모두 모이자 K9이 감자튀김 기름통을 터뜨려 크릴리테인들이 뒤집어쓰게 만든다. 그러자 크릴리테인이 갑자기 폭발해 학교와 K9을 날려 버린다.
에피소드의 끝은 로즈와 사라 제인, 미키, 닥터가 타디스에서 내리는 장면으로 시작된다. 사라 제인은 타디스 여행의 두번째 기회를 거절하고, 닥터를 더 이상 기다리지 않고 자신의 인생에 따라 살기로 다짐한다. 대신 미키가 타디스 일원이 되고 싶다고 말하고, 사라 제인도 자기 대신 있어 달라고 말한다. 그런 뒤 사라 제인은 로즈에게 닥터와 함께 있도록 부탁하고, 언젠가 자신의 도움이 필요하면 다시 불러 달라고 말한다. 닥터는 사라 제인과 제대로 작별 인사를 나눈 뒤, 새 K9을 작별선물로 남기고 간다.

### 다른 에피소드와의 연관성
"School Reunion"은 5대 닥터 시절의〈The Five Doctors〉 이후 사라 제인 스미스와 K9이 처음 등장하는 에피소드다. 또 〈The Hand of Fear〉에서 닥터와 사라 제인이 헤어질 때 내려줬던 곳이 애버딘이었다는 사실도 밝혀진다. 로즈는 닥터에게 둘이서 "50억 년 뒤"도 방문했다고 말하는데 The End of the World에서 9대 닥터와 함께 첫 여행을 떠난 것을 가리킨다. 사라 제인과 로즈 사이에 벌어진 설전에는 두 등장인물이 나왔던 그간의 스토리가 여럿 언급된다. 우선 사라 제인은 달렉, "엄청 많은 로봇", 반물질 괴물, 미이라, 공룡, 네스 호 괴물을 만났다고 한 반면 로즈는 유령, "다우닝 가의 슬리딘", 달렉 황제, 가스마스크 좀비, 늑대인간을 봤다고 자랑한다.

### 리뷰
- (영어) 〈School Reunion〉   - 아웃포스트 갈리프레이 리뷰
- (영어) "School Reunion"  리뷰 - The Doctor Who Ratings Guide